# Duell der Stars – Die Sat.1 Promiarena

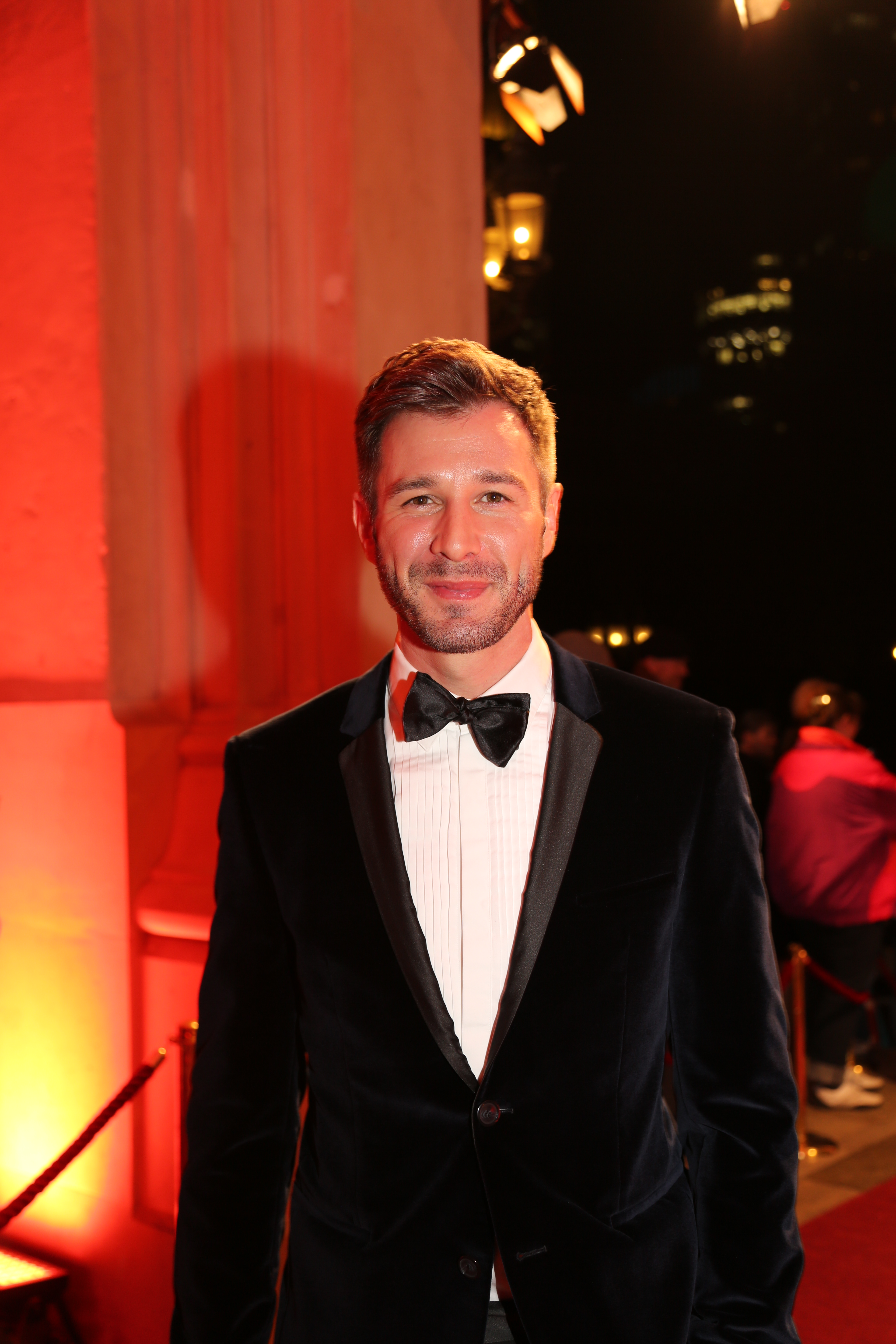
Moderator Jochen Schropp

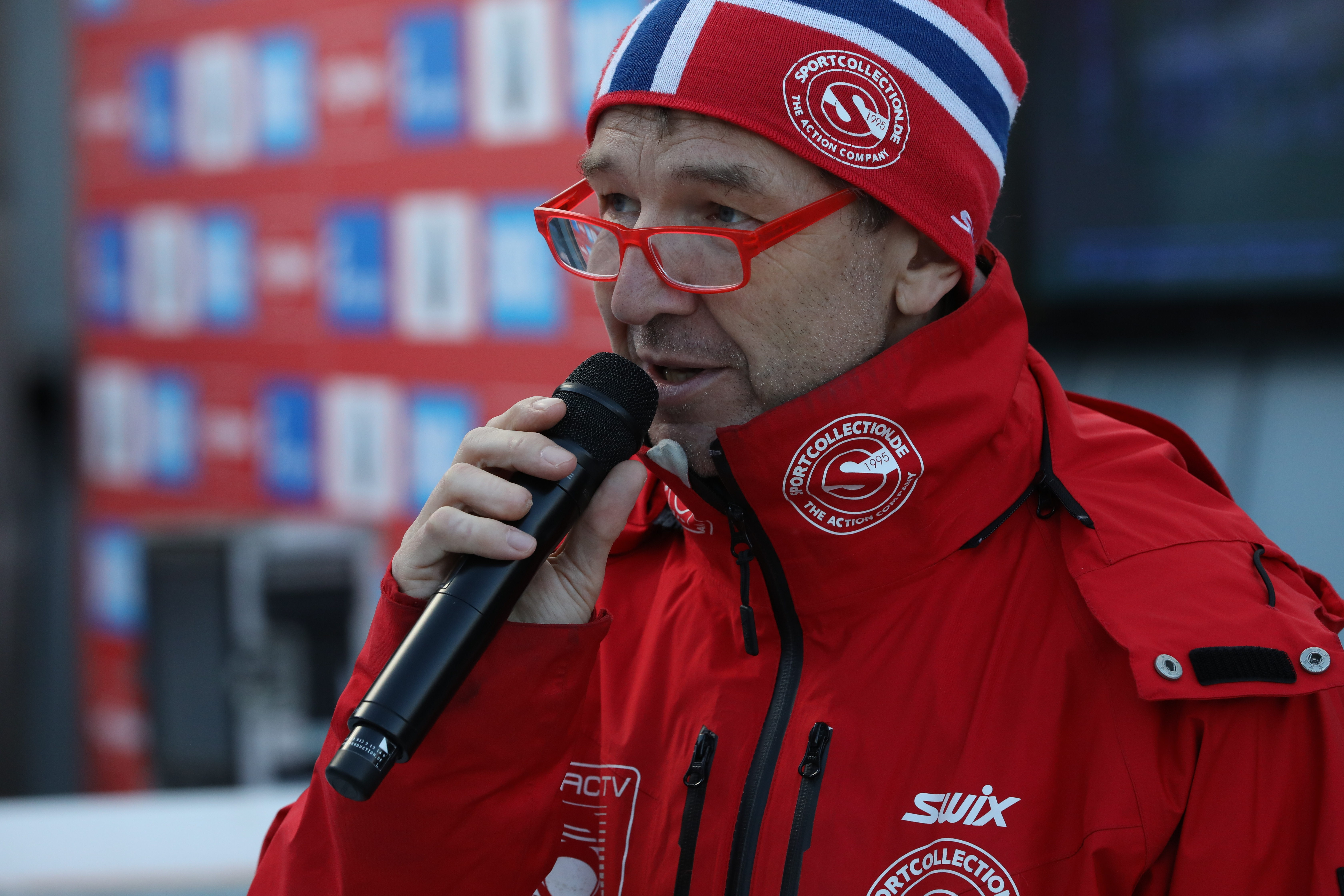
Kommentator Ron Ringguth

Duell der Stars – Die Sat.1 Promiarena war eine von Jochen Schropp moderierte Spielshow. Sie wurde erstmals im Januar 2017 von Sat.1 ausgestrahlt.

## Konzept
In jeder Folge gab es zwei Prominenten-Teams, z. B. Comedians gegen Schlagersänger, die gegeneinander antraten, um sich in verschiedenen Action- oder Strategiespielen und Spielen am Pult zu „duellierten“. Dabei spielten die Teams ähnlich wie bei Wer weiß denn sowas? für den jeweils dem Team zugeordneten Publikumsblock, in dem sich jeweils 50 Familien befand. Die Höchstgewinnsumme betrug 105.000 Euro, die am Ende unter den Familien des siegreichen Promi-Teams aufgeteilt wurde.

### Ablauf
Zunächst stellte der Moderator den Prominenten-Teams das jeweilige Spiel vor. Diese berieten sich untereinander anschließend, wer von ihnen das Spiel spielt und welchen Betrag sie dafür einsetzen wollten. Das Team, das das jeweilige Spiel gewann, bekam den Betrag auf seinem Konto gutgeschrieben. Im großen Finale müssten alle sechs Prominente gegeneinander antreten, um das gesammelte Geld für ihre Familien zu sichern.

### Geldbeiträge
Folgende Geldbeiträge könnten die Prominenten-Teams jeweils vor dem Spiel auswählen:
| Geldbeiträge |
| ------------ |
| 30 000 €     |
| 25 000 €     |
| 20 000 €     |
| 15 000 €     |
| 10 000 €     |
| 05 000 €     |

## Folgen und Kandidaten
| Ausgabe | Datum         | Kandidaten (Rot)                                                 | Kandidaten (Blau)                                                   | Gewinnsumme | Preisgeld Familie |
| ------- | ------------- | ---------------------------------------------------------------- | ------------------------------------------------------------------- | ----------- | ----------------- |
| 1       | 8. Jan. 2017  | Team „Comedians“ Mimi Fiedler Chris Tall Antoine Monot, Jr.      | Team „Schlagersänger“ Jürgen Drews Ross Antony Nino de Angelo       | 60 000 €    | 1 200 €           |
| 2       | 15. Jan. 2017 | Team „Fußball“ Stefan Effenberg Thorsten Legat David Odonkor     | Team „Boulevard“ Claudia Effenberg Sıla Şahin Jorge González        | 25 000 €    | 500 €             |
| 3       | 22. Jan. 2017 | Team „Olympioniken“ Anni Friesinger Marcel Nguyen Frank Busemann | Team „Moderatoren“ Andrea Kaiser Thore Schölermann Wayne Carpendale | 15 000 €    | 300 €             |
| 4       | 29. Jan. 2017 | Team „Köche“ Alexander Herrmann Sarah Wiener Nelson Müller       | Team „Schauspieler“ Christine Neubauer Thomas Heinze Caroline Frier | 100 000 €   | 2 000 €           |

## Einschaltquoten
| Ausgabe | Datum         | Zuschauer | Zuschauer       | Marktanteil | Marktanteil     | Quelle |
| Ausgabe | Datum         | Gesamt    | 14 bis 49 Jahre | Gesamt      | 14 bis 49 Jahre | Quelle |
| ------- | ------------- | --------- | --------------- | ----------- | --------------- | ------ |
| 1       | 8. Jan. 2017  | 1,80 Mio. | 0,89 Mio.       | 5,0 %       | 6,8 %           | [ 6 ]  |
| 2       | 15. Jan. 2017 | 1,58 Mio. | 0,86 Mio.       | 4,5 %       | 6,7 %           | [ 6 ]  |
| 3       | 22. Jan. 2017 | 1,27 Mio. | 0,60 Mio.       | 3,6 %       | 4,7 %           | [ 6 ]  |
| 4       | 29. Jan. 2017 | 1,42 Mio. | 0,78 Mio.       | 4,0 %       | 6,2 %           | [ 6 ]  |